# Agent Vinod
Agent Vinod è un film del 2012, diretto da Sriram Raghavan, remake della pellicola omonima del 1977.

## Trama
In Pakistan, l'agente RAW Vinod viene salvato dal collega Rajan da un ufficiale dell'esercito pakistano, mentre in Russia, un ex ufficiale del KGB viene torturato e ucciso. A Mosca, Rajan viene scoperto e ucciso mentre cerca di inviare un messaggio Code Red in India. Vinod così intraprende una missione segreta girando il mondo per scoprire il motivo dell'omicidio di Rajan attraverso il Marocco, la Lettonia, a Karachi, a Delhi e a Londra.

## Colonna sonora
1. Pritam, Barbie Amod, Aditi Singh Sharma, Shefali Alvares, Neeraj Shridhar – I Will Do The Talking Tonight – 4:16
2. Mika Singh, Amitabh Bhattacharya, Nakash Aziz, Pritam – Pungi – 4:10
3. Arijit Singh, Joy, Pritam – Raabta – 4:04
4. Pritam – Agent Vinod (theme) – 4:37
5. Pritam, Barbie Amod, Aditi Singh Sharma, Shefali Alvares, Neeraj Shridhar – I Will Do The Talking Tonight (remix) – 4:32
6. Arijit Singh, Hamsika Iyer, Pritam – Raabta (Night In Motel) – 3:31
7. Mika Singh, Amitabh Bhattacharya, Nakash Aziz, Pritam – Pungi (remix) – 4:09
8. Arijit Singh, Shreya Ghoshal, Hamsika Iyer, Pritam – Raabta (Kehte Hain Khuda Ne) – 4:50
9. Arijit Singh, Hamsika Iyer, Joi, Pritam – Raabta (Siyaah Raatein) – 4:50
10. Pritam, Altamush Faridi, Rizwan-Muazzam Qawwali, Shabab Sabri, Nandini Srikar, Shadab Faridi – Dil Mera Muft Ka – 4:26
11. Pritam, Malini Avasthi – Dil Mera Muft Ka (remix) – 3:48

## Riconoscimenti
- 2013 - Ghanta Awards
  - Peggior rip-off/remake